# Swallow This Live
Swallow This Live is het eerste livealbum van de Amerikaanse glam metalband Poison. Het album werd op 12 november 1991 uitgebracht onder het Enigmalabel van Capitol Records.
Het album werd opgenomen in Tampa, Florida tijdens de Flesh & Blood-tour van de band.
Het dubbelalbum bevat livenummers van de eerste drie studioalbums en vier nieuwe studionummers, de laatste opgenomen voor het vertrek van gitarist C.C. DeVille later dat jaar.

## Nummers
Disc 1
1. "Intro" - 1:18
2. "Look What the Cat Dragged In" - 3:31
3. "Look But You Can't Touch" - 3:53
4. "Let It Play" - 4:18
5. "Good Love" - 3:24
6. "Life Goes On" - 5:46
7. "Ride the Wind" - 3:56
8. "I Want Action" - 4:52
9. Drumsolo - 6:31
10. "Something to Believe In" - 5:52
11. "Poor Boy Blues" - 8:15
12. "Unskinny Bop" - 3:46

Disc 2
1. "Love on the Rocks" - 4:20
2. Gitaarsolo - 9:30
3. "Every Rose Has Its Thorn" - 4:20
4. "Fallen Angel" - 4:44
5. "Your Mama Don't Dance" - 3:17
6. "Nothin' But a Good Time" - 6:08
7. "Talk Dirty to Me" - 3:36
8. "So Tell Me Why" (nieuw studionummer) - 3:21
9. "Souls on Fire" (nieuw studionummer) - 3:18
10. "Only Time Will Tell" (nieuw studionummer) - 3:57
11. "No More Lookin' Back (Poison Jazz)" (nieuw studionummer) - 3:17

## UK-Single-Disc-editie
De UK-single-disc-versie die in 1991 door Capitol Records werd uitgegeven, bevatte een uitgedunde hoeveelheid nummers, waarbij de gitaar- en drumsolo's achterwege gelaten waren, net als de nummers "Let It Play", "Life Goes On", "Ride the Wind" en "Love on the Rocks". "So Tell Me Why" werd in het Verenigd Koninkrijk uitgegeven als single en bereikte de 25ste stek in november 1991.
1. "Intro" - 1:18
2. "Look What the Cat Dragged In" - 3:31
3. "Look But You Can't Touch" - 3:53
4. "Good Love" - 3:24
5. "I Want Action" - 4:52
6. "Something to Believe In" - 5:52
7. "Poor Boy Blues" - 8:15
8. "Unskinny Bop" - 3:46
9. "Every Rose Has Its Thorn" - 4:20
10. "Fallen Angel" - 4:44
11. "Your Mama Don't Dance" - 3:17
12. "Nothin' But a Good Time" - 6:08
13. "Talk Dirty to Me" - 3:36
14. "So Tell Me Why" (nieuw studionummer) - 3:21
15. "Souls on Fire" (nieuw studionummer) - 3:18
16. "Only Time Will Tell" (nieuw studionummer) - 3:57
17. "No More Lookin' Back (Poison Jazz)" (nieuw studionummer) - 3:17

## 2004: Remastered-Single-Disc-editie
Op 1 juni 2004 gaf Capitol Records een remaster uit van dit album. Daar het maar één disc bevatte, vielen, naast de bonus studionummers, ook "Poor Boy Blues", de drum- en de gitaarsolo's uit de boot. Bovendien werd de meeste godslastering van de originele uitgave geweerd en werd de track list lichtjes gewijzigd zodat "Every Rose Has Its Thorn" het laatste nummer op het album was.
1. "Intro" - 1:18
2. "Look What the Cat Dragged In" - 3:31
3. "Look But You Can't Touch" - 3:53
4. "Let It Play" - 4:18
5. "Good Love" - 3:24
6. "Life Goes On" - 5:46
7. "Ride the Wind" - 3:56
8. "I Want Action" - 4:52
9. "Unskinny Bop" - 3:46
10. "Something to Believe In" - 5:52
11. "Love on the Rocks" - 4:20
12. "Fallen Angel" - 4:44
13. "Your Mama Don't Dance" - 3:17
14. "Nothin' But a Good Time" - 6:08
15. "Talk Dirty to Me" - 3:36
16. "Every Rose Has Its Thorn" - 4:20

Leden: Bret Michaels · C.C. DeVille · Bobby Dall · Rikki Rockett

Ex-leden: Blues Saraceno · Richie Kotzen · Matt Smith

Studioalbums: Look What the Cat Dragged In · Open up and say... ahh! · Flesh & Blood · Native Tongue · Crack a Smile... and More! · Power to the People · Hollyweird · Poison'd!

Compilaties: Poison's Greatest Hits: 1986-1996 · Poison - Rock Champions · Best of Ballads & Blues · Rock Breakout Years: 1987 · The Best of Poison: 20 Years of Rock · Great Big Hits: Live Bootleg

Livealbums: Swallow This Live · Seven days live